# Holly Hill (Flórida)
Holly Hill é uma cidade localizada no estado americano da Flórida, no condado de Volusia. Foi incorporada em 1901.

## Geografia
De acordo com o United States Census Bureau, a cidade tem uma área de 11,8 km², onde 10,2 km² estão cobertos por terra e 1,6 km² por água.

### Localidades na vizinhança
O diagrama seguinte representa as localidades num raio de 16 km ao redor de Holly Hill.

## Demografia
Segundo o censo nacional de 2010, a sua população é de 11 659 habitantes e sua densidade populacional é de 1 145,44 hab/km². Possui 6 900 residências, que resulta em uma densidade de 677,9 residências/km².